# Esohe Weyden
Esohe Weyden (Antwerpen, 1999) is een Vlaams dichter en schrijver.

## Biografie
Esohe Weyden is een schrijver, dichter, presentator en jurist. Ze werkt als mandaatassistent en doctoraatsonderzoeker in het familiaal vermogensrecht aan de Universiteit Antwerpen, waar ze van 2021 tot 2023 campusdichter was. 
In 2022 debuteerde Esohe Weyden met de dichtbundel Tussentaal, waarvoor ze genomineerd werd voor de C.Buddingh'-prijs. In 2024 schreef ze het prentenboek En morgen nog een keer. In 2025 verscheen haar tweede dichtbundel Richtingloos navigeren. 
Ze werkte als cultuurreporter bij ATV (2020-2022) en ze was huisdichter van de VRT Taalavond (2021). In 2021 was ze ambassadeur van de Jeugdboekenmaand en in 2023 van de Week van het Nederlands (2023).
Sinds 2022 is ze lid van de kernredactie van het literaire-culturele tijdschrift DW B.
Van 2025 tot 2027 is ze de stadsdichter van Antwerpen.

## Prijzen en bekroningen
- Cultuurprijs Verdienstelijke Deurnenaar 2019
- Publieksprijs PrixFintroPrijs 2022